# Idioma temné
El idioma temné (llamado también como temne, timne o themne) es un idioma de la familia de lenguas atlánticas, hablada en Sierra Leona por alrededor de un millón de hablantes, aproximadamente el 30% de la población. Sirve como lingua franca para otros 250.000 hablantes. El temné es uno de los cuatro idiomas oficiales de Sierra Leona. Está emparentada con las lenguas baga habladas en Guinea.